# Max Lande
Max Lande (1870 - 1937 ) fue un químico, briólogo, botánico alemán.

## Algunas publicaciones
- 1926. Lösungsmittel und Farbe (disolventes y pinturas)

- La abreviatura «Lande» se emplea para indicar a Max Lande como autoridad en la descripción y clasificación científica de los vegetales.[1]